# جوزيف إتش. أندرسون
جوزيف إتش. أندرسون هو سياسي أمريكي، ولد في 25 أغسطس 1800 في وايت بلينس في الولايات المتحدة، وتوفي بنفس المكان في 23 يونيو 1870. نشط حزبياً في الحزب الديمقراطي. وقد انتخب عضو جمعية ولاية نيويورك ‏ وانتخب عضو مجلس النواب الأمريكي ‏.